# Antônio Brescovit
Antônio Domingos Brescovit (geboren in 1959) is een Braziliaanse arachnoloog. Zijn voornaam Antônio (de spelling die in Brazilië wordt gebruikt) kan ook als António worden gespeld (de spelling die in Portugal wordt gebruikt). Hij doet onderzoek aan het 'arthropodae laboratorium' van het Instituut van Butantan en hij is een specialist in neotropische spinachtigen.

## Geselecteerde publicaties
- Antonio D. Brescovit, Alexandre B. Bonaldo, Cristina A. Rheims (2004). A new species of Drymusa Simon, 1891 (Araneae, Drymusidae) from Brazil. Magnolia Press, 5 pp.
- Alexandre B. Bonaldo, Antonio D. Brescovit (1997). Revisión del género Macerio y comentarios sobre la ubicación de Cheiracanthium, Tecution y Helebonia (Araeae, Miturgidae, Eutichurinae). Iheringia, ser. Zool. Porto Alegre (82): 43–66.
- Norman Ira Platnick, Antonio D. Brescovit (1995). On Unicorn, a new genus of the spider family Oonopidae (Araneae, Dysderoidea). American Museum Novitates Nº 3152. American Museum of Natural History, 12 pp.

### Boeken
- Alexandre B. Bonaldo, Antonio D. Brescovit, Cristina A. Rheims (2005). On a new species of Ericaella Bonaldo (Araneae, Miturgidae, Eutichurinae), with a cladistic analysis of the genus. Magnolia Press, 25 pp.
- Ricardo J. Saldierna-Martínez, Enrique A. González-Navarro, Gerardo Aceves-Medina, Probir Kumar Bandyopadhyay, Juan A. Schnack, Alejandro A. Valerio, Roberta de Sá Longo, Antonio D. Brescovit, Adalberto J. Santos (2005). Larval development of Symphurus atramentatus (Cynoglossidae: Pleuronectiformes) from the Gulf of California. Magnolia Press, 64 pp.
- Antonio D. Brescovit (1996). Revisão de Anyphaeninae bertkau a nível de gêneros na região neotropical: (Araneae, Anyphaenidae). Sociedade Brasileira de Zoologia, 187 pp.